# Herboristeria del Rei

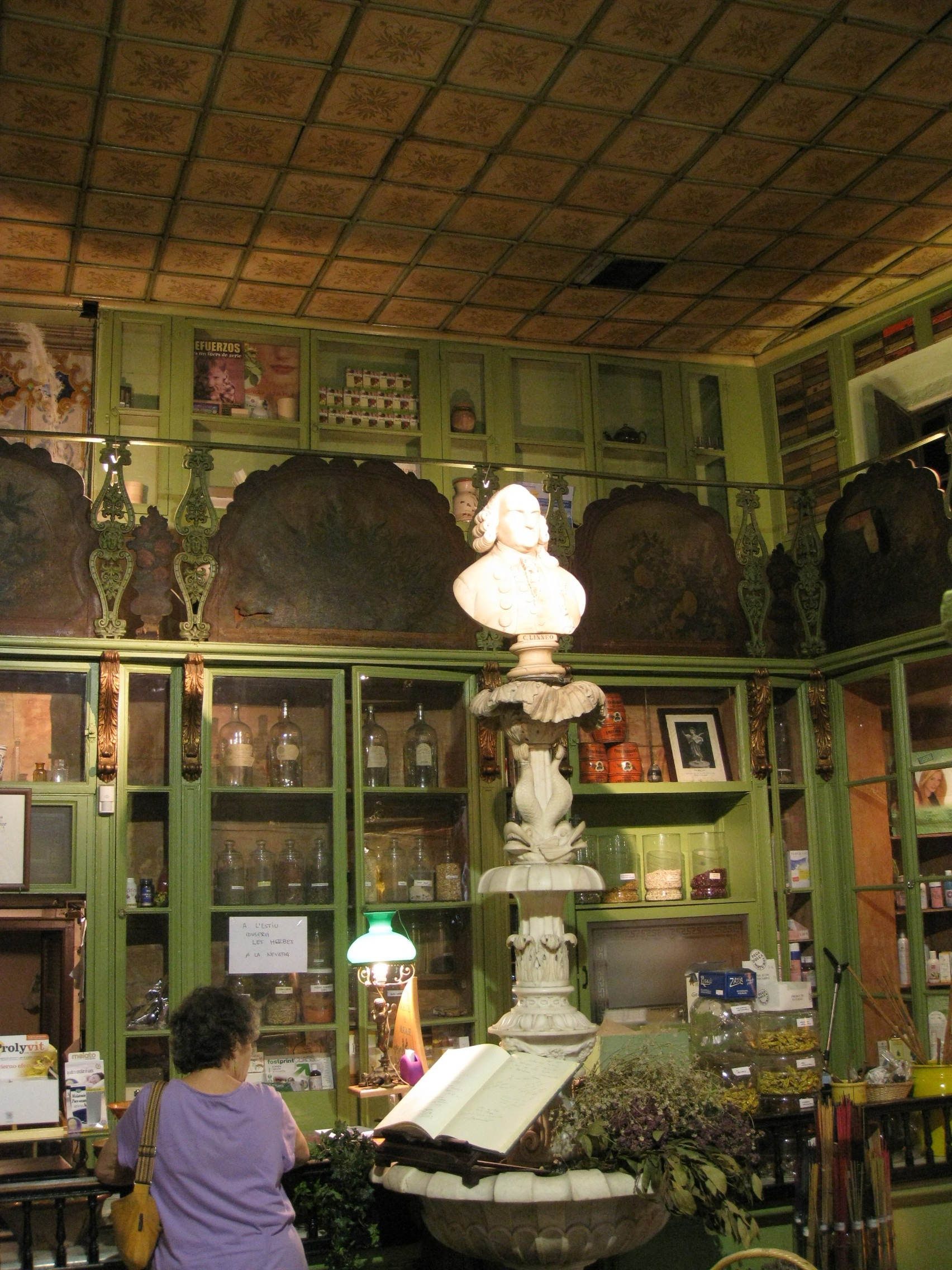

Die Herboristeria del Rei war von 1818 bis 2021 ein Reformhaus in Barcelona. Es lag direkt hinter den Säulenbögen der Plaça Reial, einem der schönsten und beliebtesten Plätze in der Altstadt Barri Gòtic von Barcelona.

## Geschichte
1818 von Josep Vilà an anderer Stelle gegründet, zog das Reformhaus 1823 an seinen Standort  an der Plaça Reial, in die Straße Carrer del Vidre 1.
Das lange Jahre als „Herbolaria Artesana“ (Kräuterspezialgeschäft) und seit 1857 (auf Grund seines Status als Hoflieferant des Königshauses) als "Herbolari de Cambra de S.M. la Reina i Proveidor de la Casa Reial" oder auch "Herboristería del Rei" bezeichnete Geschäft galt als das älteste Reformhaus Spaniens. Neben rund 200 Heilpflanzen vertrieb es auch Honig, Gewürze, Nahrungsergänzungsmittel, Süßigkeiten, ätherische Öle, Farbpigmente und Naturkosmetik in der Region Barcelona.
Die Herboristeria wurde 1857 durch die Königin Isabell II. zum Hoflieferanten des Königshauses ernannt. 1858–1860 wurde das Geschäft aufwendig renoviert. Mit den Arbeiten wurde der renommierte spanische Maler und Bühnenbildner Francesc Soler i Rovirosa beauftragt, der mit Motiven im elisabethanischen Stil die heutige Ansicht prägte.
An der verzierten Kassettendecke befindet sich eine Lichtkuppel, die mit Glasmalerei versehen ist. Eine Galerie mit Ölgemälden ziert den Verkaufsraum, und die typischen zahlreichen Schubladen der Verkaufsregale wurden mit Miniatur-Landschaften in Aquarell versehen. In der Mitte der Halle befindet sich ein Marmor-Brunnen, der früher als Ort für die Haltung von medizinischen Blutegeln diente, sowie eine Büste von Carl von Linné, schwedischer Naturforscher und Schöpfer des derzeitigen Systems der Klassifizierung von Pflanzen. Die Steinmetzarbeiten stammen von den italienischen Brüdern Faust und Àngel Baratta i Rossi und wurden in Carrara-Marmor gemeißelt.
2006 wurden einige Szenen aus dem bekannten Film Das Parfum unter der Regie von Tom Tykwer im Reformhaus Herboristeria del Rei gedreht.
Am 10. September 2021 schloss die Herboristeria del Rey (als Reformhaus möglicherweise für immer) ihre Türen. Als Gründe gab die Betreiberin ihr eigenes hohes Alter und wirtschaftliche Probleme aufgrund der Corona-Pandemie an, führte jedoch als Hauptgrund an, dass sie und die Eigentümerin sich nicht auf einen für beide Seiten akzeptablen neuen Mietpreis nach Ende des alten Mietvertrages hatten einigen können.
Damit schloss an diesem Tag eines der emblematischsten und schönsten Geschäfte Barcelonas. Die Zukunft der Herboristeria ist ungewiss, die Ladenausstattung genießt Bestandsschutz und die Stadt Barcelona möchte diese eventuell erhalten. Doch als Reformhaus wird die Herboristeria mit großer Wahrscheinlichkeit nicht mehr eröffnen.